# Willy Lenaers
Willy Lenaers is een Belgisch voormalig bankier, bedrijfsleider en bestuurder.

## Levensloop
Willy Lenaers studeerde rechten aan de Rijksuniversiteit Gent en fiscale wetenschappen aan de Fiscale Hogeschool in Brussel. Hij werkte van 1977 tot 1999 bij de Kredietbank en diens opvolger, KBC waar hij verschillende managementfuncties bekleedde. Hij was investeringsmanager van Investco en zeteldirecteur Private Banking in Antwerpen. In die laatste functie beheerde Lenaers op vraag van Jan Baert het vermogen van de familie Baert, de familie achter mediabedrijf Concentra en uitgever van Het Belang van Limburg. Bij Concentra begeleidde hij vanaf 1999 overnames, fusies en nieuwe projecten, en de beursgang via de fusie van Concentra met de holding Imperial Invest van de familie Collin, uitgevers van Gazet van Antwerpen. Hij volgde in 2000 Peter Baert op als gedelegeerd bestuurder en voorzitter van het directiecomité van Concentra. In 2009 volgde hij Tony Baert-Martens als voorzitter van de raad van bestuur op. Marc Vangeel werd gedelegeerd bestuurder. In 2014 volgde Robert Ceuppens hem als voorzitter op.
Hij was voorzitter van Mass Transit Media, uitgever van onder meer Metro, van 2002 tot 2014. Hij bekleedt of bekleedde tevens bestuursmandaten bij VKW Limburg, het Koninklijk Ballet van Vlaanderen, Bank J. Van Breda en Co (2014-2019), Groep VAB (2013-2022) en Tribeca (sinds 2018). Van 2013 tot 2020 was hij voorzitter van vtbKultuur. Ook was Lenaers lid van het adviescomité van ING.